# The Motto
The Motto (Мото) е песен на Дрейк от албума му Take Care, с участието на Лил Уейн.

## Ремикс
В ремиксът на песента участва Tyga.

## Дата на издаване
- Великобритания – 6 април 2012[3]
- САЩ – 29 ноември 2011[4]

## Позиции в музикалните класации
- Белгия (Ultratip Flanders) – 29[5]
- Канада (Canadian Hot 100) – 38[6]
- САЩ (Rap Songs – Billboard) – 1[7]

## Сертификации
- САЩ – платинен[8]